# Transmetteur d'ordres

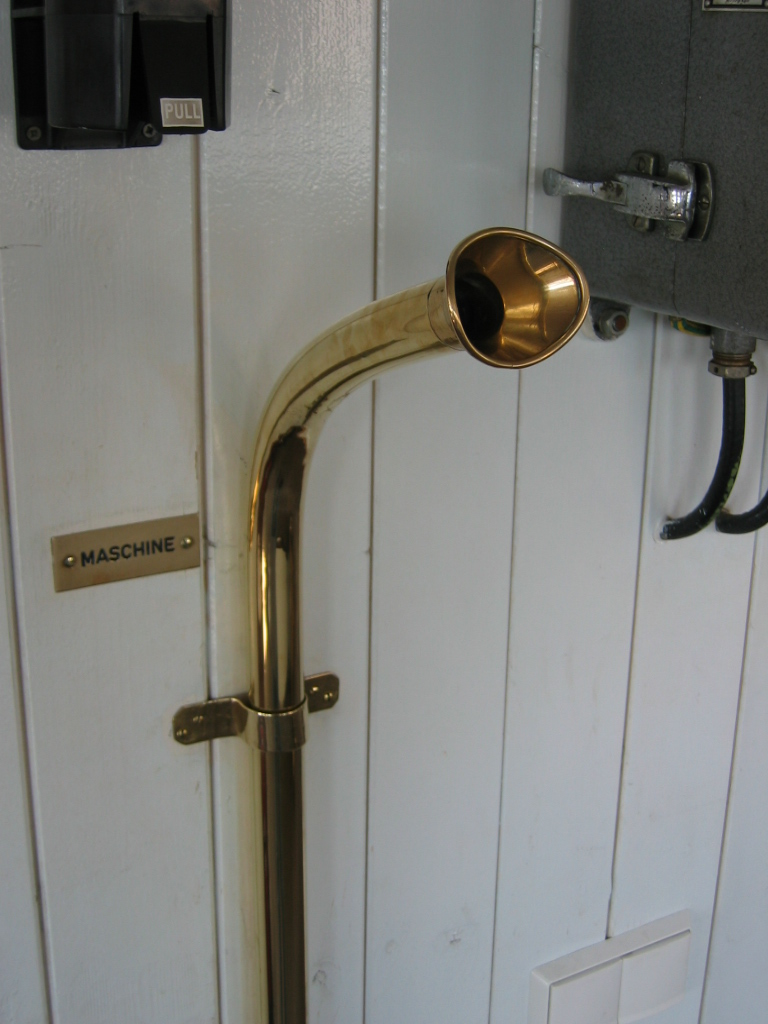
Transmetteur à bouchon, le sifflet est manquant

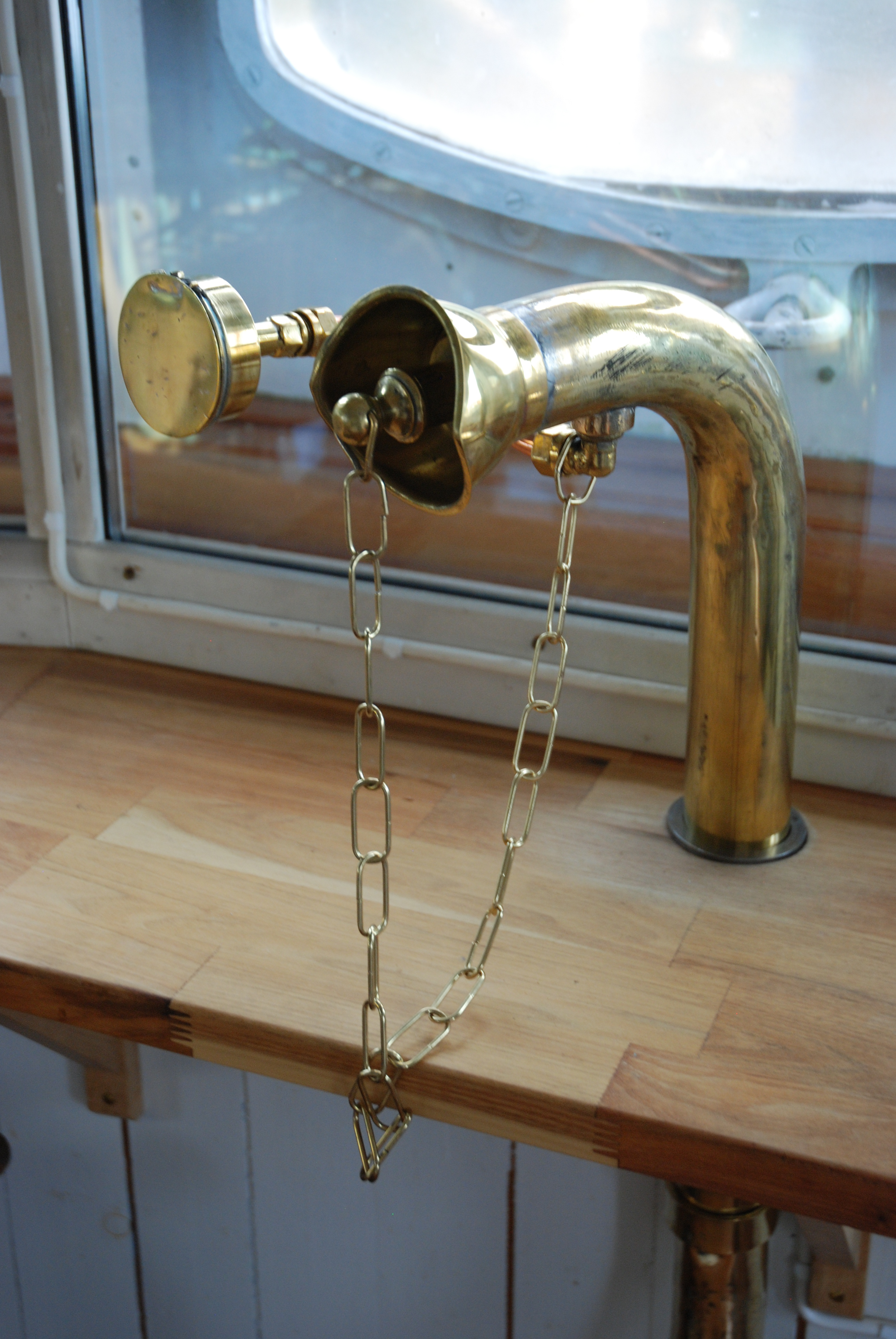
Transmetteur d’ordres complet, avec sifflet

Le Transmetteur d'ordres appelé aussi Chadburn par association au nom du plus grand constructeur mondial ou télégraphe, est un appareil mécanique (à l’origine) qui permet de transmettre sur un navire les ordres concernant la propulsion, de la passerelle au compartiment machine.

## Historique
Le transmetteur d’ordre originel est un simple tube de cuivre (un tube acoustique) reliant la passerelle à la machine. Il est muni d’un bouchon à chaque extrémité qui fait office de sifflet lorsqu’il est en place. Le communicant ôte le bouchon et souffle dans le tube, le bouchon toujours en place à l’autre extrémité émet le sifflement, le récepteur, s’il entend le sifflement, place son oreille près du tube pour écouter le message.
Le transmetteur d’ordre mécanique a considérablement fiabilisé les transmissions qui pouvaient être mal interprétées en raison du bruit ambiant. Le transmetteur d’ordres mécanique est de forme circulaire sur pied, et comporte deux aiguilles, l’une commandée de la passerelle et l’autre de la salle des machines. Les ordres basiques suivants sont transmissibles (noirs pour machine avant et rouges pour machine arrière) :
- Avant toute
- Avant demi
- Avant lente
- Avant très lente
- Attention
- STOP
- Terminé pour la machine
- Arrière très lente
- Arrière lente
- Arrière demi
- Arrière toute

Sur les navires propulsés à la vapeur, il y avait un transmetteur dans la salle des machines et un autre dans la chaufferie reliés à la passerelle de façon que les chauffeurs puissent anticiper la demande de vapeur en modifiant le nombre de brûleurs de chaudière allumés.  De même, sur le transmetteur d’ordre de la chaufferie, il existait parfois en supplément l’ordre : « ATTENTION A LA FUMÉE » pour signaler une fumée trop importante comme sur le ferry britannique SS Twickenham Ferry.[réf. souhaitée]

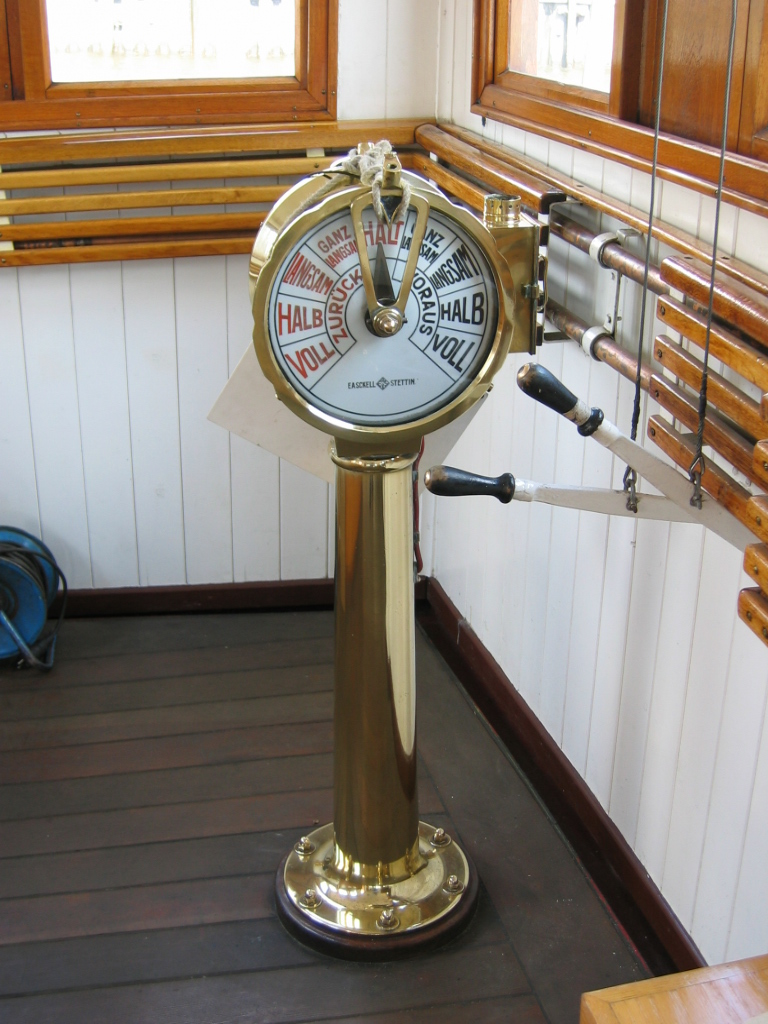
Transmetteur d’ordres

La passerelle, qui est aux commandes, place le levier sur la position désirée. À la salle des machines, une cloche retentit lorsque la flèche d’ordre se déplace, marquant la non concordance entre l’ordre reçu et l’état actuel. L’officier mécanicien confirme la réception de l’ordre en plaçant son levier en concordance avec l’ordre reçu. Un dispositif de câblage et de tringleries retransmet l’indication à la passerelle qui peut vérifier la bonne réception de l’ordre émis. La sonnerie stoppe lorsque la position des flèches concorde. L’officier mécanicien effectue alors le réglage moteur correspondant et reste en attente du prochain ordre.

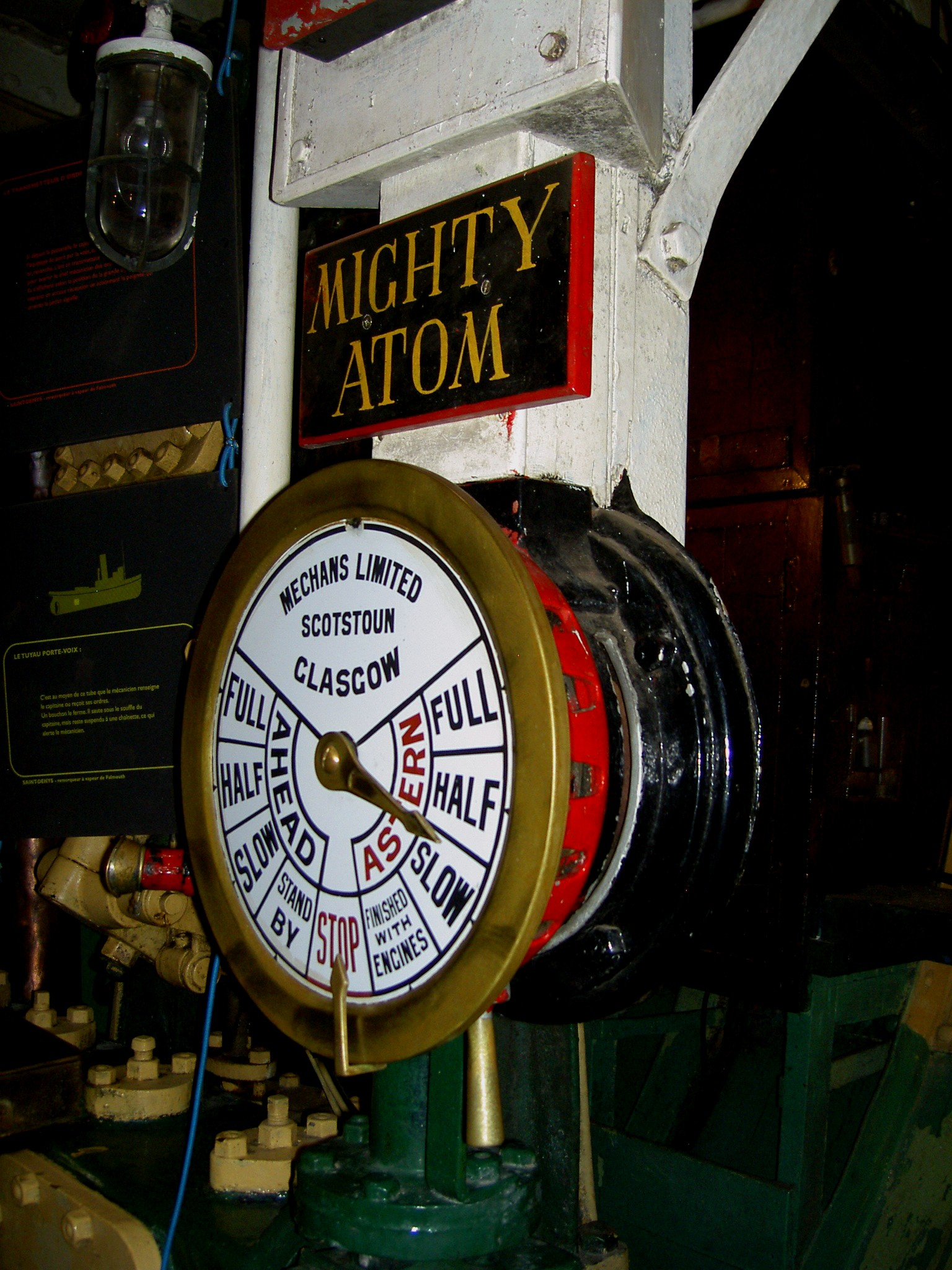
Un transmetteur en salle des machines

Les ordres étant limités, il a fallu imaginer quelques variantes comme balancer l’index de avant à arrière toute deux fois, était censé demander un arrière toute un peu plus que la normale, c’est-à-dire rapidement car la manœuvre n’est pas bien partie.

## Aujourd’hui
Le dispositif existe toujours aujourd’hui bien que les passerelles disposent directement des commandes moteurs. Le transmetteur d’ordre est un système de secours. La transmission électrique a remplacé les systèmes mécaniques d’autrefois, sauf sur certains navires à vapeur, comme sur le lac Léman, où les bateaux La Suisse, Savoie, Simplon et Rhône sont équipés de transmetteurs et répétiteurs mécaniques à chaînes et câbles entre la passerelle et la machine.
Les systèmes téléphoniques annexes sont les troisièmes et quatrièmes systèmes de secours.